# Teocaltiche, Jalisco
Teocaltiche là một đô thị thuộc bang Jalisco, México. Năm 2005, dân số của đô thị này là 36976 người.